# Scraptia distincta
Scraptia distincta es una especie de coleóptero de la familia Scraptiidae.

## Distribución geográfica
Habita en China.